# Barry Sanders
Pour les articles homonymes, voir Sanders.
College Football Hall of Fame 2003
Pro Football Hall of Fame 2004
(en) Statistiques sur pro-football-reference
Barry Sanders (né le 16 juillet 1968 à Wichita, Kansas, États-Unis) est un joueur professionnel de football américain qui évoluait au poste de running back. Il est considéré comme l'un des plus électrisants porteurs de ballon qui a foulé les terrains de la NFL. Coureur de petite taille, sa capacité à changer de direction sur un pas n'a toujours pas eu d'équivalent.

## Carrière
Barry Sanders a commencé le football américain, au lycée de North Wichita High School. 
À son premier match au lycée, Barry Sanders a parcouru 156 yards au sol en seulement cinq tentatives (lui donnant une moyenne de 31,2 yards par course) et il a marqué trois touchdowns lors de ce match.
Les statistiques de Barry Sanders au lycée sont remarquables. En neuf matches, Barry Sanders a totalisé un total de 1 417 yards en 139 tentatives (une moyenne de 10,2 yards par course) et un total de 17 touchdowns.
La carrière de Sanders continue aux Cowboys de l'université d'État de l'Oklahoma, où il doit attendre une place de titulaire à son poste qui est occupé par Thurman Thomas, le futur coureur vedette des Bills de Buffalo. Pendant cette période d'attente de 3 ans, il passe un temps important en salle de musculation, où il développe une musculature spécifique qui, alliée à sa souplesse naturelle, lui donne sur les terrains son style inimitable.
Sa première saison universitaire se solde par des statistiques assez moyennes : 352 yards en 74 tentatives (une moyenne de 4,4 yards par course) pour seulement deux touchdowns.
Sa deuxième année est plus prolifique (622 yards en 111 tentatives, 5,6 yards par course, et neuf touchdowns) mais c'est véritablement au cours de sa troisième année universitaire, en 1988, que le jeune running back établit de nombreux records : 2 628 yards à la course en 344 tentatives (7,6 yards par course) et 39 touchdowns. Il réalise aussi le record du plus grand nombre de yards gagnés (à la course ou à la passe) lors d'une saison universitaire avec 3 249. Cette saison est considérée comme la meilleure saison d'un joueur universitaire de football américain. Son record de yards gagnés sur une saison est battu en 2015 par Christian McCaffrey qui gagne 3 864 yards (sur une saison de 13 matches alors que Sanders en avait joué 11).
Lors de la draft de 1989, Sanders est choisi au 3e rang par les Lions de Détroit, unique équipe pour laquelle il joue durant toute sa carrière professionnelle, portant le numéro 20.
Lors de sa première saison chez les professionnels, il cumule 1 470 yards par la course en 280 tentatives (soit une moyenne de 5,2 yards par course) et il inscrit 14 touchdowns.
Il est notamment élu Most Valuable Player de la NFL lors de la saison 1997.
Barry Sanders était par ailleurs un joueur humble dont le comportement était empreint de respect du jeu et de l'adversaire. Il ne manifestait pas de manière exubérante sa joie après ses touchdowns. Peu soucieux de son égo, il arrêta sa carrière à son sommet alors que les franchises les plus compétitives de la NFL étaient prêtes à l'accueillir. Une saison supplémentaire l'aurait alors amené à battre le record de yards parcourus par un coureur en NFL détenu par son idole, Walter Payton.

### Statistiques NFL
| Année  | Équipe           | MJ     |       | Courses | Courses | Courses | Courses |       | Passes réceptionnées | Passes réceptionnées | Passes réceptionnées | Passes réceptionnées |  | Fumbles | Fumbles |
| Année  | Équipe           | MJ     | Nb.   | Yards   | Moy.    | TD      | Nb.     | Yards | Moy.                 | TD                   | Nb.                  | Perdus               |  |         |         |
| 1989   | Lions de Détroit | 16     | 280   | 1 470   | 5,3     | 14      | 24      | 282   | 11,8                 | 0                    | 10                   | 0                    |  |         |         |
| 1990   | Lions de Détroit | 16     | 255   | 1 304   | 5,1     | 13      | 36      | 480   | 13,3                 | 3                    | 4                    | 2                    |  |         |         |
| 1991   | Lions de Détroit | 15     | 342   | 1 548   | 4,5     | 16      | 41      | 307   | 7,5                  | 1                    | 5                    | 1                    |  |         |         |
| 1992   | Lions de Détroit | 16     | 312   | 1 352   | 4,3     | 9       | 29      | 225   | 7,8                  | 1                    | 6                    | 2                    |  |         |         |
| 1993   | Lions de Détroit | 11     | 243   | 1 115   | 4,6     | 3       | 36      | 205   | 5,7                  | 0                    | 3                    | 3                    |  |         |         |
| 1994   | Lions de Détroit | 16     | 331   | 1 883   | 5,7     | 7       | 44      | 283   | 6,4                  | 1                    | 0                    | 0                    |  |         |         |
| 1995   | Lions de Détroit | 16     | 314   | 1 500   | 4,8     | 11      | 48      | 398   | 8,3                  | 1                    | 3                    | 1                    |  |         |         |
| 1996   | Lions de Détroit | 16     | 307   | 1 553   | 5,1     | 11      | 24      | 147   | 6,1                  | 0                    | 4                    | 2                    |  |         |         |
| 1997   | Lions de Détroit | 16     | 335   | 2 053   | 6,1     | 11      | 33      | 305   | 9,2                  | 3                    | 3                    | 1                    |  |         |         |
| 1998   | Lions de Détroit | 16     | 343   | 1 491   | 4,3     | 4       | 37      | 289   | 7,8                  | 0                    | 3                    | 1                    |  |         |         |
| Totaux | Totaux           | Totaux | 3 062 | 15 269  | 5,0     | 99      | 352     | 2 921 | 8,3                  | 10                   | 41                   | 13                   |  |         |         |